# マテュー・ドゥビュシー
マテュー・ドゥビュシー（Mathieu Debuchy, 1985年7月28日 - ）は、フランス・フレタン出身の元サッカー選手。現役時代のポジションはディフェンダー（RSB）。

## 経歴

### クラブ
8歳までは地元フルタンのクラブでプレーし、その後、地元のLOSCリールのユースチームへ加入した。当時は中盤の底でゲームメーカーとしてプレーしていた。
2003-04シーズンのウィンターブレイク期間中にトップチームに昇格し、2004年1月31日のメス戦でリーグ・アン初出場を記録。2004-05シーズンは背番号が33から2に変わり、戦力として定着。ボルドー戦の開始1分に得点を挙げリーグ・アン初得点を記録するなど、リーグ戦19試合に出場し3得点を記録し、リールのシーズン2位とUEFAチャンピオンズリーグ出場権獲得に貢献。またUEFAカップでは全10試合に出場し、1得点を挙げた。
2005-06シーズンはレギュラーに定着し、チャンピオンズリーグにも出場。しかし2006年3月26日のストラスブール戦で右膝の前十字靭帯を損傷。全治6ヶ月と診断され、これによりUEFA U-21欧州選手権2006への出場を断念することとなった。4月4日にはリールとの契約を2010年まで延長した。10月24日のクープ・ドゥ・ラ・リーグ、スタッド・レンヌ戦に出場して戦列に復帰。チャンピオンズリーグでは5試合に出場し、クラブ史上初の決勝トーナメント進出に貢献した。
2010-11シーズンは自己最多となるリーグ戦35試合、全大会合計49試合に出場し、リールの二冠獲得に大きく貢献。2011-12シーズンはチャンピオンズリーグ全6試合に出場。リーグ戦では自己最多の5得点を挙げ、リーグ・アン年間最優秀チームに初選出された。
2013年1月4日にプレミアリーグのニューカッスル・ユナイテッドFCに完全移籍した。
2014年7月17日、アーセナルFCに移籍。しかし負傷もあってエクトル・ベジェリンのレギュラー争いで後塵を拝したことから、2016年2月1日、FCジロンダン・ボルドーに半年間レンタル移籍した。
2018年1月31日、ASサンテティエンヌへシーズン終了までの契約で完全移籍。
2021年8月13日、ヴァランシエンヌFCに移籍。2022-23シーズン終了後に現役を引退した。

### 代表
世代別の代表では、U-21代表でプレー経験がある。
2010年の南アフリカワールドカップ後に就任したローラン・ブラン監督によりノルウェーとの親善試合に向けた代表メンバーに招集されたが、試合に出場することはなかった。2011年9月29日、負傷したバカリ・サニャの代役としてEURO2012予選に向けたメンバーに招集され、10月7日のアルバニア戦で代表デビュー。2012年2月29日のドイツとの親善試合ではフランスの全2得点をアシストする活躍をみせ、マン・オブ・ザ・マッチに選出された。5月27日のアイスランドとの親善試合では代表初得点を記録。EURO2012では4試合全てで先発出場した。
2018年のロシアワールドカップでは予備登録メンバー11人の1人に選ばれるに留まり、大会出場はならなかった。

## 代表歴

### 出場大会
- フランス代表
  - 2014 FIFAワールドカップ

### 試合数
- 国際Aマッチ 27試合 2得点（2011年-2015年）[12]

| フランス代表 | 国際Aマッチ | 国際Aマッチ |
| 年           | 出場        | 得点        |
| ------------ | ----------- | ----------- |
| 2011         | 2           | 0           |
| 2012         | 11          | 1           |
| 2013         | 5           | 1           |
| 2014         | 8           | 0           |
| 2015         | 1           | 0           |
| 通算         | 27          | 2           |

## タイトル

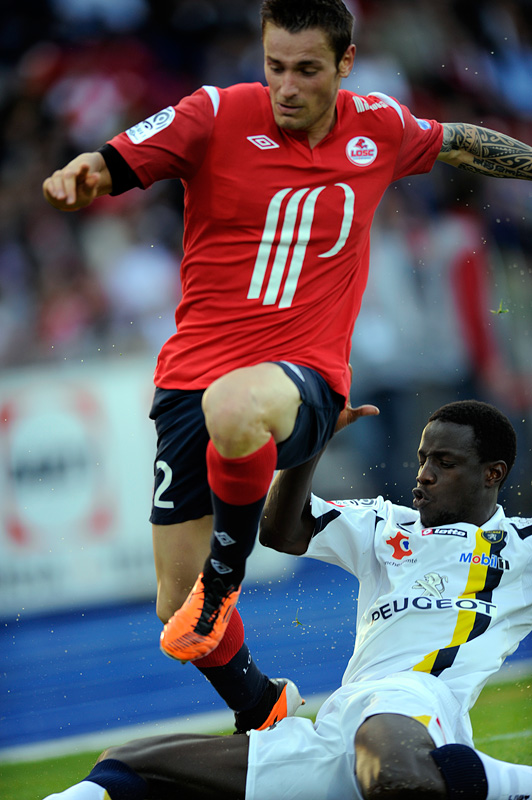
リールでプレーするドゥビュシー

### クラブ
リール
- リーグ・アン：1回 (2010-11)
- クープ・ドゥ・フランス：1回 (2010-11)

アーセナルFC
- FAコミュニティ・シールド：3回 (2014, 2015, 2017)
- FAカップ：1回 (2016-17)

### 個人
- リーグ・アン年間最優秀チーム：1回 (2011-12)